# メレンゲ (バンド)
メレンゲ（MERENGUE）は、日本の2人組ギターロックバンド。2002年、クボケンジのソロユニットとして活動開始。所属レーベルはBoGen Records。所属事務所はテンカラット。

## メンバー
- クボケンジ（久保賢二、1977年8月8日（48歳） - ）　ボーカル、ギター、シンセサイザー。兵庫県宝塚市出身。A型。
- タケシタツヨシ（竹下剛史、1978年7月25日（47歳） - ）　ベース、コーラス。埼玉県出身。A型。

### 元メンバー
- ヤマザキタケシ（山崎剛史、1976年9月21日（48歳） - ）　ドラム、パーカッション。東京都出身。2015年4月24日、ワンマンライブ「初恋の掟」をもって脱退。

### サポートメンバー
- 村田シゲ ベーシスト。「星の出来事」などのレコーディングに参加。
- 曽根巧 ギタリスト。talk to me。
- 藤田顕 ギタリスト。プレクトラム。
- 大村達身 ギタリスト。元くるりのメンバー。
- 河野丈洋 ドラマー。元GOING UNDER GROUNDのメンバー。ヤマザキ脱退後のライブから参加。
- 皆川真人 キーボーディスト。
- 松江潤 ギタリスト。
- 山本健太 キーボーディスト。元オトナモードのメンバー。
- 小野田尚史（ホタルライトヒルズバンド）ドラマー。元オトナモードのメンバー。

## 来歴
- 2002年初頭 クボとヤマザキの2名で活動開始。バンドとして活動しようとするもメンバーが固定せず、メンバーが見つかるまでクボのソロユニットとして活動[1]。そのため、この時点ではヤマザキはまだサポートメンバーであった。5月30日、ミニアルバム「ギンガ」をリリース。
- 2003年初頭、ヤマザキ、タケシタが正式に加入しバンド形態になる。5月4日にはシングル「カッシーニ/初恋のオマケ」、9月5日にはミニアルバム「少女プラシーボ」をリリース。
- 2004年、5月12日に1stミニアルバム「サーチライト」でメジャーデビューを果たす。10月20日、2ndミニアルバム「初恋サンセット」をリリース。
- 2005年、5月25日に1stシングル「君に春を思う」、8月24日に2ndシングル「アオバ」をリリース。
- 2006年、1月18日に3rdシングル「すみか」を、3月８日に4thシングル「カメレオン」を、4月5日には1stアルバム「星の出来事」をリリースした。11月22日、5thシングル「underworld」をリリース。
- 2008年、12月3日に6thシングル「スターフルーツ」をリリース。
- 2009年、1月14日に2ndアルバム「シンメトリー」、5月27日に7thシングル「うつし絵」をリリース。
- 2011年、4月6日に3rdミニアルバム「アポリア」をリリース。
- 2012年、結成10周年。5月30日、3rdアルバム「ミュージックシーン」をリリース。6月2日には日比谷野外音楽堂単独公演「星めぐりの夜」を開催した。
- 2013年、8月21日にキューンミュージック移籍第1弾、8thシングル「クレーター」をリリース[2]。11月27日に9thシングル「シンメトリア」をリリース。
- 2014年、5月28日に10thシングル「僕らについて」、8月27日に11thシングル「楽園」をリリース。10月22日には4thアルバム「CAMPFIRE」 をリリースした。
- 2015年、4月24日、ワンマンライブ「初恋の掟」をもって、ヤマザキが脱退。以降、サポートを迎えながらライブ活動を継続している。
- 2016年、12月9日にクボのソロ名義でシングル「クリスマスタイム」をリリース。
- 2017年、15周年。6月23日に単独公演 15th Anniversary 初恋の掟 2017を開催。
- 2019年、クボを中心とした新プロジェクト「初恋のテサキ」が始動。4月3日に、シングル「星の宵」をリリースした。
- 2020年、3月21日、メレンゲ公式コミュニティ「MERENGUE CREW」開設。4月7日、メレンゲ名義では約5年半振りとなる新曲「アイノウタ」を配信限定でリリース。
- 2022年、結成20周年を迎える。

## 概要
メジャー・デビュー以来、多くのCDジャケットをCENTRAL67（木村豊）が手がけている。
映画「暗いところで待ち合わせ」の主題歌となったシングル「underworld」のMVには、映画主演の田中麗奈が出演している。
ヴォーカルのクボケンジは、FUNKY MONKEY BABYS、新垣結衣、中島美嘉などへの楽曲提供や、自らも出演したテレビ東京系「イツザイ」内で実施されたauケータイドラマオーディションの優勝者、石橋菜津美への楽曲制作及び音楽プロデュースなど行っている。
アルバム『星の出来事』内の「8月、落雷のストーリー」は、雷の「光ってしばらくすると音が出る」ことを初恋にたとえて書かれている。

## ディスコグラフィ

### アルバム/ミニアルバム
配信限定
- アイノウタ(2020年4月7日) 現在は公式のコミュニティ内、ONLINE STOREのみでリリース。

#### コラボレーションシングル
- 給水塔（2012年3月10日）GOING UNDER GROUNDとの共作。作詞/作曲：松本素生(GOING UNDER GROUND)/クボケンジ(メレンゲ)

## ミュージックビデオ
| 監督       | 曲名                                                               |
| 江森丈晃   | 「火の鳥」                                                         |
| 鎌谷聡次郎 | 「クレーター」「シンメトリア」                                     |
| 木村豊     | 「すみか」「アオバ」                                               |
| 北山大介   | 「ミュージックシーン」                                             |
| 熊澤尚人   | 「まぶしい朝」                                                     |
| 谷崎慎太郎 | 「楽園」                                                           |
| 土屋隆俊   | 「輝く蛍の輪」「きらめく世界」「君に春を思う」                     |
| 松永大司   | 「スターフルーツ」                                                 |
| 松本剛     | 「うつし絵」「すみか (サイカノ Ver.)」                             |
| 不明       | 「underworld」「カメレオン」「夕凪」「僕らについて」「アイノウタ」 |

## 主なタイアップ
| 名義         | 曲名           | タイアップ                                                      |
| ------------ | -------------- | --------------------------------------------------------------- |
| メレンゲ     | 君に春を思う   | BS朝日「スター開発プロジェクト××プロ」エンディングテーマ        |
| メレンゲ     | アオバ         | テレビ朝日系「はるか17」主題歌                                  |
| メレンゲ     | すみか         | 映画「最終兵器彼女」主題歌                                      |
| メレンゲ     | underworld     | 映画「暗いところで待ち合わせ」主題歌                            |
| メレンゲ     | スターフルーツ | フジテレビ系アニメ「ゲゲゲの鬼太郎（第5作）」エンディングテーマ |
| メレンゲ     | 匂い玉         | CM「NTT DoCoMo東海」タイアップソング                            |
| メレンゲ     | アルカディア   | CM「シャディのお中元」タイアップソング                          |
| メレンゲ     | まぶしい朝     | WOWOW 連続ドラマW「罪と罰 A Falsified Romance」主題歌           |
| メレンゲ     | クレーター     | 読売テレビ・日本テレビ系列アニメ「宇宙兄弟」オープニングテーマ  |
| メレンゲ     | シンメトリア   | WOWOW 連続ドラマW「LINK」テーマソング                           |
| メレンゲ     | 僕らについて   | フジテレビ系アニメ「ピンポン THE ANIMATION」エンディングテーマ  |
| メレンゲ     | 楽園           | TBS系ドラマ「同窓生〜人は、三度、恋をする〜」主題歌             |
| メレンゲ     | バタフライ     | 映画「炎上シンデレラ」主題歌                                    |
| 初恋のテサキ | 星の宵         | テレビ東京系ドラマ「日本ボロ宿紀行」主題歌                      |

## 主なライブ

### ワンマンライブ・主催イベント
- 2003年 - 自主企画『初恋サンセット vol.1』
w/HARCO/OO TELESA/松本素生（GOING UNDER GROUND）
- 2003年 - 自主企画『初恋サンセット vol.2』
w/LUNKHEAD/つばき
- 2003年11月08日 - メレンゲ（初ワンマン）
- 2004年 - つばき/メレンゲ合同企画ライブ“初恋の空”
w/ハックルベリーフィン/NANANINE
- 2004年 - 恋狩りツアー
w/the ARROWS/ハックルベリーフィン
- 2004年12月07日 - 恋狩りツアー・ファイナル
- 2005年 - “ON THE GREEN”ツアー
- 2005年 - ショートサーキット2005 “オリエンテーリング”
- 2006年 - すみかレコ発ワンマン
- 2006年 - SPRING TOUR「星下り」
w/plane/MALCO/Jackson vibe/シュノーケル
- 2006年 - WINTER TOUR 2006「underworld」
- 2008年 - 三ヶ月連続ワンマンライブ『猪鹿蝶 ino-shika-chou』
- 2009年01月23日 - ワンマンライブ「paradox」
- 2009年 - 初恋サンセット2009
- 2009年09月27日 - メレンゲ 5th Anniversary ワンマンライブ「アルカディア」
- 2010年04月13日〜07月22日 - ONE MAN 4series 2010 起承転合
- 2010年10月01日 - 初恋サンセット 2010
w/GOING UNDER GROUND/back number
- 2011年 - 初恋サンセット2011
- 2011年04月30日 - 星下り 20110430
- 2011年06月19日-07月07日 - 「アポリア」TOUR in 2011
w/DIRTY OLD MEN/LOST IN TIME
- 2011年10月22日-28日 - AUTUMN TOUR 2011「召換」
メンバー：クボケンジ、タケシタツヨシ、ヤマザキタケシ、大村達身、横山裕章（L.E.D., 曽我部恵一ランデヴーバンド）
- 2012年01月26日-02月11日 - メレンゲ×スネオヘアー TOUR 「初恋サンセット」2012 初春
- 2012年03月01日-04月01日 - GOING UNDER GROUND vs メレンゲ split tour 「strangers in the night」
w/音速ライン
- 2012年06月02日 - ワンマンライブ「星めぐりの夜」
- 2012年06月16日-07月20日 - 「ミュージックシーン」ツアー
w/アナログフィッシュ
- 2013年04月18日-23日 - 「Departure; Galaxy to Galaxy」ツアー
- 2013年06月22日-07月18日 - 「Space Frontier Foundation」ツアー
w/tacica/ART-SCHOOL
- 2014年02月14日 - ワンマンライブ「初恋の集い 2014 in バレンタイン」
- 2014年11月23日 - ワンマンライブ「雨四光」
- 2015年01月31日-02月11日 - ツアー「CAMPFIRE」
- 2015年04月24日 - ワンマンライブ「初恋の掟」
- 2015年07月26日 - ワンマンライブ「ハッピーアイスクリーム」
- 2016年07月27日 - 初恋サンセット2016〜スイカ編〜
- 2016年10月14日 - 初恋サンセット2016〜ぶどう編〜
- 2017年01月22日 - 初恋サンセット2017〜りんご編〜
- 2017年06月23日 - メレンゲ単独公演 15th Anniversary「初恋の掟 2017」
- 2017年09年15日-09年18日 - ツアー「for you」
- 2018年06月20日 - ワンマンライブ「初恋のテサキ」
- 2018年10月11日-10月31日 - ツアー「初恋のテサキ2018 東名阪」
- 2019年10月10日 - ワンマンライブ「初恋の集い」
- 2020年01月18日-03月06日 - ツアー「re-creation 2020」
- 2020年08月29日 -  recording studio live「re-creation of re-creation」
- 2020年09月23日 - ワンマンライブ「LINE ON HEART」
- 2020年12月04日 - ワンマンライブ「LINE ON HEART vol.2」
- 2021年03月30日 - ワンマンライブ「BACK TO THE "FEVER"」
- 2022年08月24日 - ワンマンライブ「メレンゲワンマンライブ」
- 2022年09月08日 - ワンマンライブ「メレンゲワンマンライブ」
- 2022年12月06日 - ワンマンライブ「メレンゲ20周年ワンマンライブ vol.1」
- 2022年12月21日 - ワンマンライブ「メレンゲ20周年ワンマンライブ vol.2」
- 2023年02月07日 - ワンマンライブ「メレンゲワンマンライブ2023」
- 2023年06月08日 - ワンマンライブ「メレンゲワンマンライブ」
- 2023年07月30日 - ワンマンライブ「星の出来事 2023」
- 2023年09月09日 - ワンマンライブ「真昼の月」
- 2023年10月21日 - ワンマンライブ「真昼の月 vol.2」
- 2024年04月18日 - ワンマンライブ「sanatorium」
- 2024年05月20日 - ワンマンライブ「sanatorium vol.2」
- 2024年05月26日 - ワンマンライブ「sanatorium vol.3」
- 2024年08月21日 - ワンマンライブ「メレンゲワンマンライブ」

### 出演イベント
- 2002年07月27日 - “FUJI ROCK FESTIVAL'02”ROOKIE A GO! GO! ステージ
- 2004年09月07日 - アナログフィッシュ vs フジファブリック vs メレンゲ
- 2005年05月01日 - SHINJUKU LOFT 5TH ANNIVERSARY ON THE GREEN
- 2006年07月06日 - HARCO presents”KI・CO・E・RU? 2006 summer in Tokyo”
- 2006年08月04日 - ROCK IN JAPAN FESTIVAL 2006
- 2006年10月07日 - MINAMI WHEEL 2006
- 2006年12月30日 - LIVE DI:GA SPECIAL 2006
- 2007年01月01日 - COUNTDOWN JAPAN 06/07
- 2008年05月24日 - 赤イ彗星 Ⅴ w/つばき/TRICERATOPS/メレンゲ front act:PhilHarmoUniQue
- 2008年06月08日 - Getting Better〜12th Anniversary Party "Extra"〜  w/ART-SCHOOL/wooderd chiarie/メレンゲ/他
- 2008年12月05日 - LUNKHEAD 史上最強のみかん祭〜三角柑係〜
- 2008年12月08日 - メレンゲ VS serial TV drama
- 2008年12月31日 - Que’s COUNT DOWN 2009〜GO.4.3.2.1.0〜A HAPPY NEW YEAH!!〜
- 2009年07月31日 - ROCK IN JAPAN FESTIVAL 2009
- 2009年11月21日 - serial TV drama 2nd Album『SPACE OPERA』RELEASE TOUR“STAR TOURS!!”
- 2009年12月30日 - LIVE DI:GA JUDGEMENT2009
- 2011年01月20日・23日 - LOST IN TIME「LOST&FOUND」ツアー
- 2011年02月12日・26日 - e-sound speaker Tour 2010-2011
- 2011年05月28日 - lego big morlとメイのレゴバスツアー2011
- 2011年09月09日 - 赤イ彗星TOUR2011 w/D.W.ニコルズ/nano.RIPE/秀吉/メレンゲ
- 2011年09月02日 - 音速ライン×メレンゲ 新宿LOFT/SHINJUKU LOFT 35TH ANNIVERSARY
- 2011年10月08日 - MEGA☆ROCKS 2011
- 2013年02月23日・24日 - ねごと お口ポカーン!! 卒業旅行は全国ツアー 〜GREEN and motion〜
- 2013年03月16日 - HAPPY JACK 2013
- 2013年04月14日 - GOING UNDER GROUND TOUR 2013「Roots&Routes」
- 2013年07月29日 - 夏びらきMUSIC FESTIVAL'13
- 2013年08月02日 - ROCK IN JAPAN FESTIVAL 2013
- 2013年09月18日 - セカイイチ主催イベント「光風動春」
- 2013年10月05日 - MEGA★ROCKS 2013
- 2013年12月18日 - 日本工学院ミュージックカレッジ presents Exceed The Limit
- 2013年12月21日 - VIRGO 10th ANNIVERSARY SPECIAL Light up the darkness vol.1
- 2014年04月09日 - SHINJUKU LOFT 15th ANNIVERSARY PREMIUM LIVE SERIES 2014 THE DREAM MATCH#1
- 2014年06月07日 - 百万石音楽祭〜ミリオンロックフェスティバル〜 2014
- 2014年11月02日 - 東海大学建学祭 第34回 海洋祭
- 2014年12月31日 - LIVE DI:GA JUDGEMENT2014
- 2015年03月27日 - SHINJUKU LOFT 16th ANNIVERSARY 新宿ロフト×メレンゲ presents SHINJUKU LOFT LIVE collaboration 2015〜2016
- 2015年05月28日 - SHINJUKU LOFT LIVE collaboration 2015〜2016
- 2015年10月07日 - SHINJUKU LOFT×メレンゲ presents SHINJUKU LOFT LIVE collaboration 2015-2016
- 2015年11月27日 - 「MESSAGE TO YOU」
- 2015年12月15日 - DECEMBER'S CHILDREN
- 2016年04月22日 - SHINJUKU LOFT40th ANNIVERSARY“初恋の嵐×メレンゲ”
- 2016年04月26日 - Match Vox 12th anniversary Special 2MAN
- 2016年12月20日 - HOWL BE QUIET「Re:ACTION 〜Answer 1〜」
- 2018年05月06日 - 正夢になったフェス2018
- 2019年07月05日 - CHISAKO MIKAMI presents Match Up 6! Beyond The LINE! 2019
- 2020年02月16日 - TRIPLANE presents いくぜ道産子魂2020
- 2021年01月24日 - strangers in the night
- 2022年11月05日 - 東京Type
- 2023年12月25日 -「chant de Noël」